# 13410 Arhale
13410 Arhale este un asteroid din centura principală de asteroizi.

## Descriere
13410 Arhale este un asteroid din centura principală de asteroizi. A fost descoperit pe 29 octombrie 1999 în cadrul proiectului CSS. Asteroidul prezintă o orbită caracterizată de o semiaxă mare de 2,19 ua, o excentricitate de 0,22 și o înclinație de 4,9° în raport cu ecliptica.